# سوبر آر تي إل
سوبر آر تي إل (بالألمانية: Super RTL) هي أول قناة تلفزيونية ألمانية موجّهة للأطفال، تأسست سنة 1995. يقع مقرها بمدينة كولونيا.

## تاريخ شعار القناة

28 أبريل 1995 – 29 أغسطس 1997
30 أغسطس 1997 – 6 سبتمبر 2008
7 سبتمبر 2008 – 13 أكتوبر 2013
منذ 14 أكتوبر 2013

1 ماي 2012 – 13 أكتوبر 2013
منذ 14 أكتوبر 2013

## روابط خارجية
- الموقع الرسمي (بالألمانية)